# Abony
Abony is een plaats (város) en gemeente in het Hongaarse comitaat Pest. Abony telt 15 814 inwoners (2001). De plaats ligt op de Grote Hongaarse Laagvlakte. de zogenaamde Poesta.

## Geboren
- Ferenc Szekeres (1947), langeafstandsloper